# Leioproctus persooniae
Leioproctus persooniae là một loài Hymenoptera trong họ Colletidae. Loài này được Rayment mô tả khoa học năm 1950.